# Monasterio de las Descalzas Reales (Madrid)

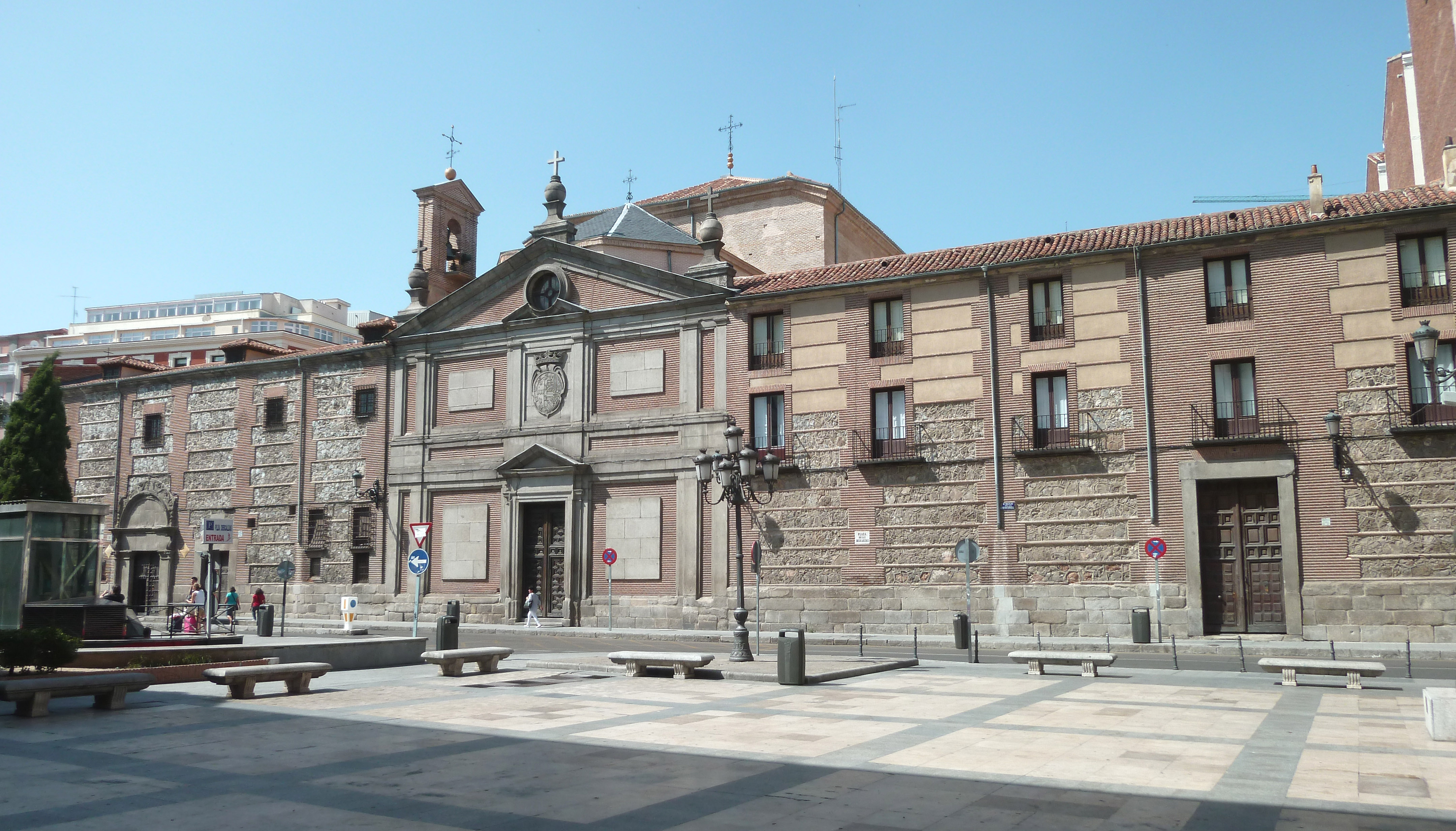
Monasterio de las Descalzas Reales in Madrid

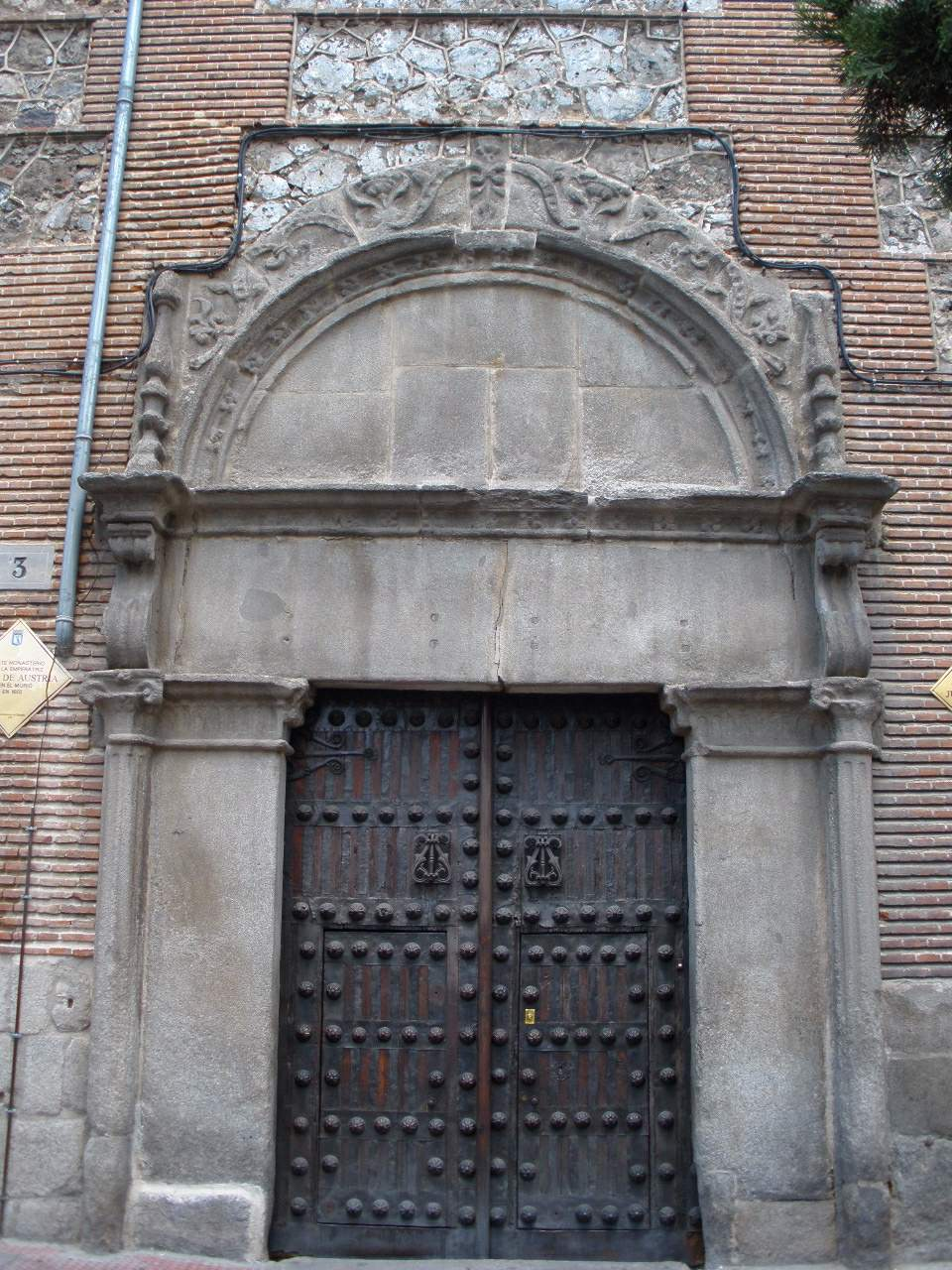
Portal des Monasterio de las Descalzas Reales, Madrid

Das Monasterio de las Descalzas Reales („Kloster der Königlichen Unbeschuhten“) in Madrid (auch: de Nuestra Señora de la Visitación – „Unserer lieben Frau von der Heimsuchung“) ist ein Nonnenkloster von Clarissen (Colletinen) mit strenger Klausur. Es wurde 1559 von Johanna von Spanien gegründet, einer Tochter Karls V., Schwester Philipps II. von Spanien, Frau des Infanten Dom João Manuel von Portugal und Mutter des letzten Königs von Portugal aus der Dynastie der Avis, Dom Sebastião.
Das Kloster befindet sich im Zentrum Madrids an der jetzigen Plaza de las Descalzas, in der Nähe der Puerta del Sol. Der Gebäudekomplex samt Kirche aus dem 16. Jahrhundert beherbergt bedeutende Kunstschätze und kann teilweise besichtigt werden. Zu den Sammlungen zählen zahlreiche Porträts sowie Gemälde von Brueghel, Cano, Correggio, Dolci, Giordano, Luini, Sebastiano del Piombo, Pontormo, Ribera, Rubens, Tizian und Zurbarán.
Das Museum bekam 1988 den Museumspreis des Europarates verliehen und gehört zum spanischen Patrimonio Nacional.

## Geschichte

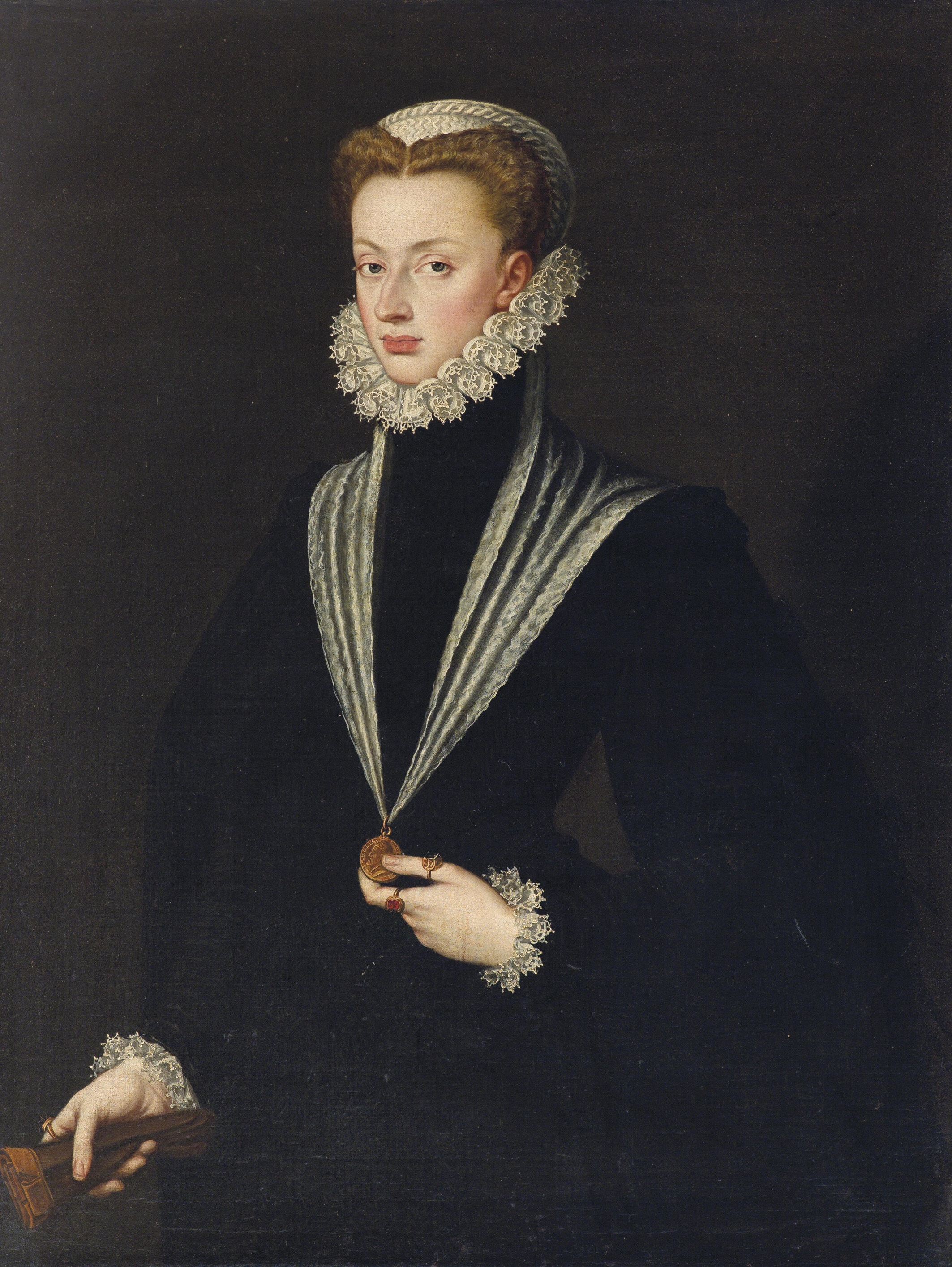
Sofonisba Anguissola: Johanna von Spanien und Portugal, Gründerin des Monasterio de las Descalzas Reales von Madrid, 1560er Jahre (Privatsammlung, unbekannt)

An der Stelle des jetzigen Klosters befand sich ursprünglich ein alter Palast, der zu den ersten Palästen Madrids gehörte und laut einigen Forschern bis auf die Zeit von König Alfons VI. zurückging; andere halten ihn für wesentlich jünger. Im 13. Jahrhundert diente das Kastell oder der Alcázar, von dem die Fueros sprechen, der Verteidigung und wurde nicht als Wohnpalast genutzt. Laut Chroniken sollen hier 1339 die ersten Cortes in Madrid stattgefunden haben.
Im 16. Jahrhundert gehörte der alte Palast (möglicherweise in erneuerter Form) dem kaiserlichen Schatzmeister Alonso Gutiérrez de Madrid, der hier mehr als einmal Kaiser Karl V. beherbergte. In diesem Haus wurden mehrere Kinder des Kaisers mit seiner Frau Isabella geboren, darunter die jüngste Tochter Johanna (spanisch: Juana de Austria, 1535–1573). Diese war verheiratet mit dem portugiesischen Thronfolger Dom João Manuel und wurde bereits in jungen Jahren Witwe. Sie wurde von ihrem Bruder Philipp II. von Spanien zeitweise als Regentin des Reiches eingesetzt und gründete an ihrem Geburtsort das Monasterio de las Descalzas Reales. 
1558 sandte Francisco de Borja, Herzog von Gandía, vom Konvent der Heiligen Clara in Gandía eine Gemeinschaft von Colletinen hierher, in Übereinstimmung mit Padre Andrés Insulano, dem damaligen General des Franziskanerordens. Zur Äbtissin wurde Francisca de Jesús gewählt, eine Tante des Herzogs von Gandía, die jedoch nie im Konvent von Madrid lebte, da sie bereits in Valladolid starb, noch bevor die Arbeiten am Konvent abgeschlossen waren. Auch die zweite Äbtissin hat das neue Kloster nie betreten, da sie starb, als die Gemeinschaft noch im Haus von Gutiérrez lebte.

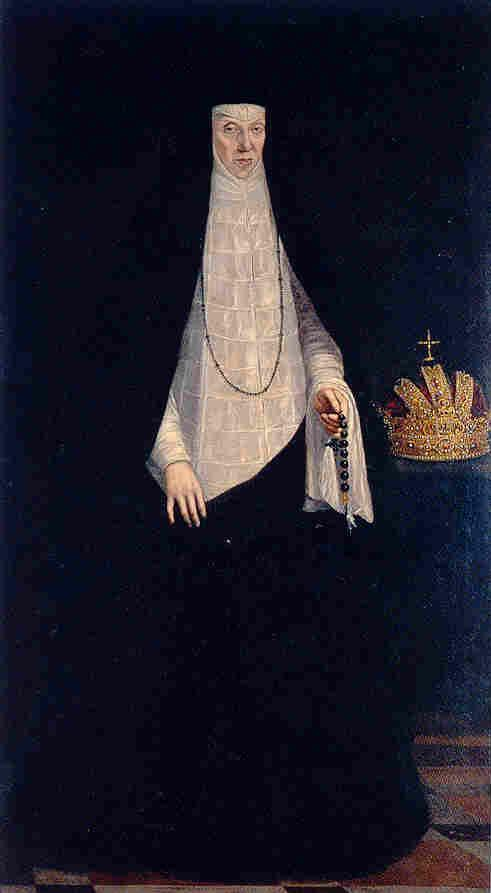
Juan Pantoja de la Cruz: Kaiserinwitwe Maria von Spanien im Nonnenhabit, um 1600 (Sammlungen des Monasterio de las Descalzas Reales, Madrid)

1559 zu Mariä Himmelfahrt (Asunción) fand das große Fest der Einweihung des Klosters statt, obwohl die Kirche noch nicht fertig war. An der feierlichen Prozession nahm auch Philipp II. und die gesamte königliche Familie teil. Die Kirche wurde 1564 fertiggestellt und am Tage von Mariä Empfängnis wurde das Allerheiligste am Hauptaltar deponiert.
1573 starb die Gründerin des Klosters, Johanna von Spanien, und wurde auf ihren eigenen Wunsch in der Kirche der Descalzas Reales begraben.
1580 empfing das Kloster Maria von Spanien, die Witwe Kaiser Maximilians II., die mit ihrer dreizehnjährigen Tochter Margarita hierherkam. Die Kaiserinwitwe lebte von da an nach den Regeln des Klosters und ihre Tochter trat in den Orden ein. Maria gab am 22. April 1602 im Konvent, zusammen mit dem Rat der Stadt und den Brüdern von Atocha, ein großartiges dreitägiges Fest zur Unterhaltung von König Philipp III., um ihn zu überreden, den Hof nicht nach Valladolid zu verlegen; Der König war erfreut, ließ sich jedoch nicht von einer Übersiedlung des Hofes abbringen. Maria von Spanien starb am 21. Februar 1603 und wurde auf ihre Bitte hin zu Füßen des Altars de la Oración del Huerto („vom Gebet im Garten“) im unteren Kreuzgang bestattet, mit einer einfachen und schlichten Grabplatte aus Stein. Ihr Leichnam wurde jedoch 13 Jahre später von Philipp III. in ein prächtiges Grab aus Marmor und Bronze unter dem Chor der Kirche überführt. 

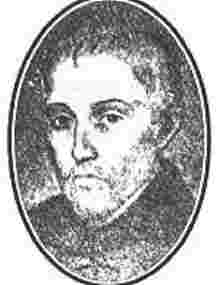
Der Komponist Tomás Luis de Victoria

Der bedeutende spanische Renaissance-Komponist Tomás Luis de Victoria (1540–1611) wirkte spätestens ab 1587 bis zu seinem Tod im August 1611 im Monasterio de las Descalzas Reales, zuerst als Kaplan der Kaiserinwitwe Maria und später, ab 1606, als Organist. Andere Musiker, die als Organisten oder Kapellmeister der Descalzas Reales wirkten, waren Joan March (ab 1611), Cristóbal Galán (ab 1667) und José de Nebra (ab 1719).
Der Umfang des Klosterkomplexes war riesig und umfasste neben der Kirche und den klösterlichen Nebengebäuden auch einen großen Gemüsegarten. Im Laufe der Jahre traten immer wieder Frauen aus dem königlichen Haushalt und dem Hochadel in das Kloster ein und machten wichtige Geschenke und Schenkungen, die es zu einem wahren Schatzhaus an Kunstwerken machten.
Während des spanischen Bürgerkriegs wurde das Kloster seiner Gemeinschaft beraubt. Es wurde jedoch gepflegt und geschützt und seine Kunstwerke sorgfältig aufbewahrt. Es wurde von einigen Bomben getroffen, die Schäden vor allem am Treppengewölbe verursachten und den Chor der Kirche zerstörten. Die Restaurierung erfolgte in den gleichen Kriegsjahren, als unter anderem das verfallene Ziegeldach durch ein neues aus Schiefer ersetzt wurde. Nach dem Krieg kamen die Nonnen zurück.
Mitte des 20. Jahrhunderts wurde unter der Plaza de las Descalzas eine Tiefgarage errichtet, wodurch das Gebäude leicht in Mitleidenschaft gezogen wurde. Aus diesem Grund wurde es restauriert und gefestigt, und einige seiner Nebengebäude wurden für eine touristische Besichtigung freigegeben. Das gesamte Projekt wurde vom Marquis de Lozoya, dem Minister für Schöne Künste des Nationalen Kulturerbes (Patrimonio Nacional), geleitet und überwacht.
Im Inneren befinden sich u. a. die sterblichen Überreste von Alfons Jaime de Borbón y Dampierre, Herzog von Cádiz, seinem Sohn Francisco de Asís de Borbón Martínez Bordiu und seinem Bruder Gonzalo de Borbón y Dampierre.

## Die Gemeinschaft

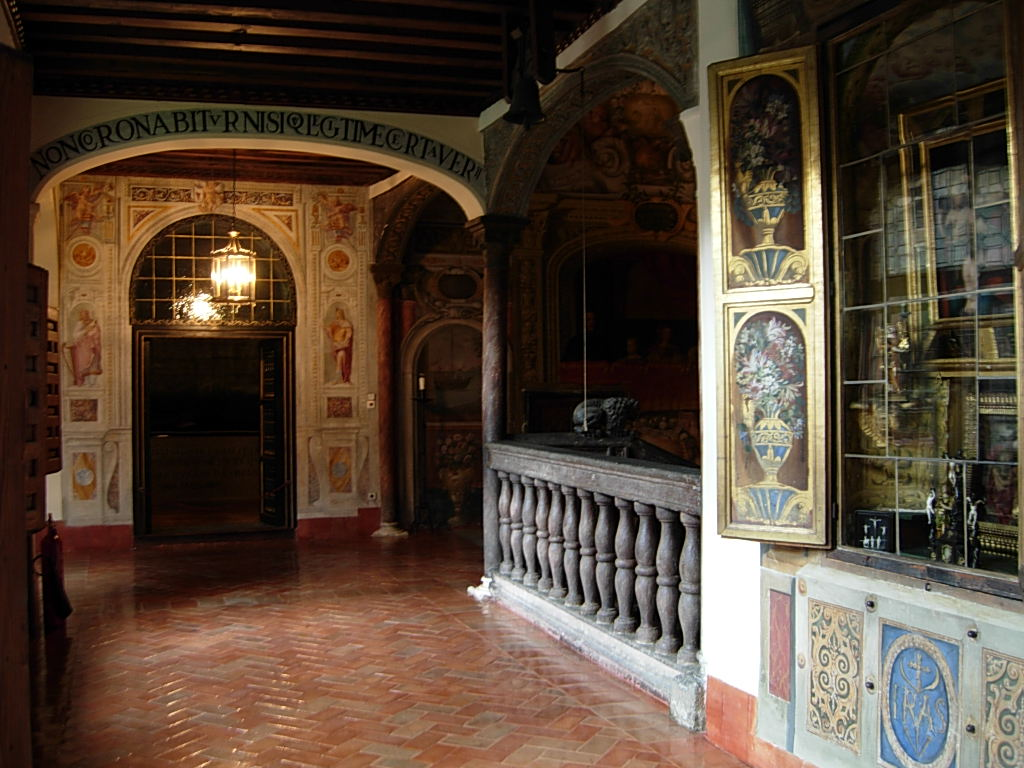
Im Inneren der Klausur. Rechts hinter einem Kristallfenster befindet sich eine Jungfrau mit Kind von Bernardino Luini.

Die erste Gemeinschaft von Colletinen-Nonnen kam aus Gandía in der Provinz Valencia in das Monasterio de las Descalzas Reales in Madrid. Wie oben erwähnt wurden sie von Francisco de Borja hierhergesandt im Einvernehmen mit dem General des Franziskanerordens. Die erste Äbtissin Francisca de Jesús, Tante von de Borja, starb in Valladolid noch vor der Übersiedlung nach Madrid. Zu ihrer Gemeinschaft und ihren Koadjutoren gehörten Maria de Jesús – ihre älteste Schwester und Tochter des Marquis von Denia –, Jerónima del Pesebre, Margarita de la Columna, Isabel de la Encarnación und Ana de la Cruz. Nach dem Tode von Francisca de Jesús nahm ihre Stelle ihre Schwester María de Jesús ein, die in Madrid starb, als die Gemeinschaft noch im Haus des Schatzmeisters Alonso Gutiérrez untergebracht war, also vor Beendigung der Arbeiten am Monasterio.
1559, am Tag von Mariä Himmelfahrt zog die Gemeinschaft der Colletinen endlich in feierlicher Prozession in das neue Klostergebäude ein. Im Laufe der Geschichte traten verschiedene Frauen aus königlichem Geblüt ins Monasterio de las Descalzas Reales ein, außer der schon erwähnten Johanna von Spanien und der Kaiserinwitwe Maria von Spanien:

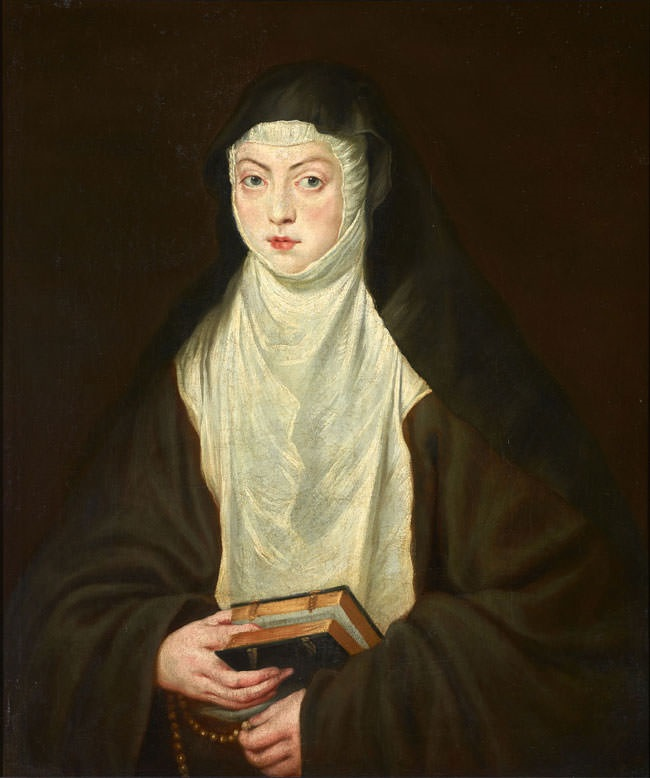
Rubens: Schwester Anna Dorothea de Austria, illegitime Tochter Kaiser Rudolfs II., um 1628 (Sammlungen des Monasterio de las Descalzas Reales, Madrid)

- Margarita de Austria (1567–1633), Tochter der Maria von Spanien und des Kaisers Maximilian II., lebte und starb im Monasterio.
- Anna Dorothea (1612–1694), eine uneheliche Tochter Kaiser Rudolphs II., die den Habit mit 12 Jahren nahm und 1694 mit 82 Jahren starb.
- Caterina Maria d’Este (* 2. Februar 1613; † 1628), Tochter des Alfonso III. d’Este, Fürst von Modena, und der Isabella von Savoyen (1591–1626), Enkelin der Infantin Catalina Micaela und des Carlo Emanuele I. von Savoyen. Caterina Maria wurde 1622 mit 8 Jahren eingekleidet und starb 1628.
- Margarita de la Cruz, Tochter von Juan José de Austria, väterlicherseits eine Enkelin von Philipp IV. und mütterlicherseits des Malers José de Ribera. Sie trat in den Konvent mit fünf Jahren ein und verließ das Kloster am 17. September 1681, zwei Jahre nach dem Tod ihres Vaters.
- María de la Cruz y Austria, die hier 1715 mit 74 Jahren starb.

Am 3. September 1715 erließ Philipp V. ein königliches Dekret, kraft dessen allen Äbtissinnen der Descalzas Reales der Titel Grande de España verliehen wurde.

## Das Gebäude
Das Kloster mit all seinen Nebengebäuden nahm ursprünglich einen riesigen Raum ein, mit einem großen Grundstück für Obstgärten, das bis zur heutigen Calle de Preciados reichte und das im 19. Jahrhundert von der Gemeinde verkauft wurde; später wurde dort ein Häuserblock für den Verein „La Peninsular“ gebaut. Das Tor der Kirche und der Eingang des Klosters lagen am Platz. Zwei weitere Eingänge befanden sich an der Calle de la Misericordia und an der Calle Postigo de San Martín.

### Die Kirche

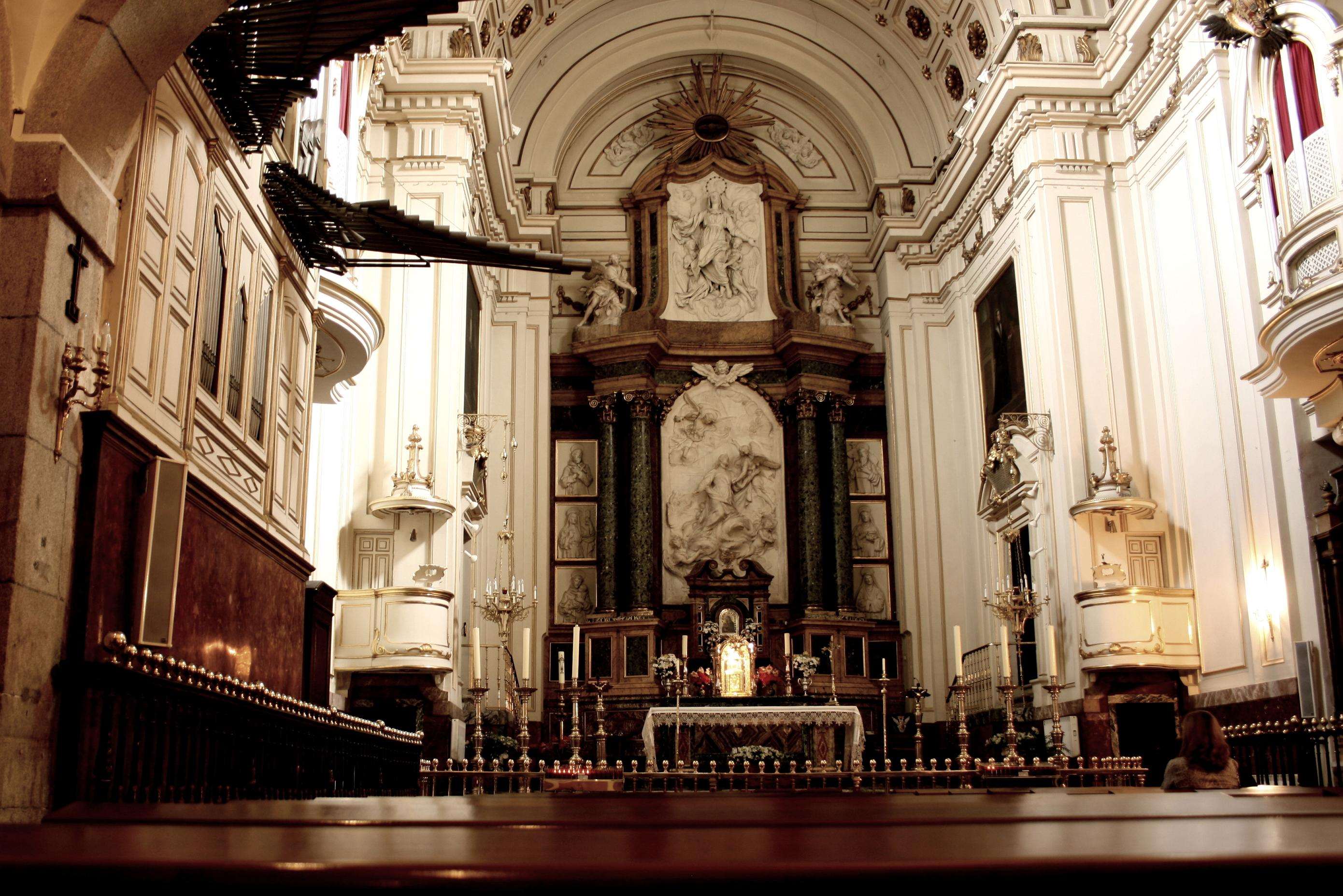
Innenraum der Kirche des Monasterio de las Descalzas Reales, Madrid

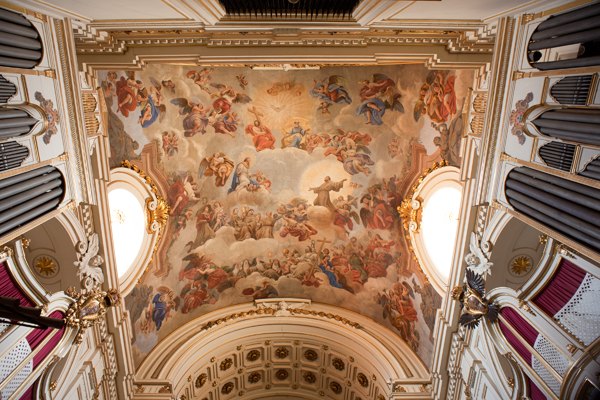
Deckenbild und Orgeln in der Kirche des Monasterio de las Descalzas Reales, Madrid

Die Arbeiten der Umwandlung des alten Palastes in ein Kloster wurden von dem Baumeister Diego Sillero geleitet, aber die Autorschaft der Kirche, die 1564 vollendet wurde, wurde viel diskutiert. Traditionell wurde sie Juan Bautista de Toledo zugeschrieben, auf den die Fassade im strengen klassischen Stil zurückgehen könnte, wo die klassische Säulenordnung durch glatte Oberflächen ersetzt wurde, wie in anderen Werken von Toledo. George Kubler wies jedoch darauf hin, dass die Kirche mit einem einzigen Schiff, das von einem Tonnengewölbe mit Lünetten bedeckt ist, nach seinem eigenen Zeugnis dem Werk des italienischen Ingenieurs Francesco Paciotto zugeschrieben werden kann, der von Philipp II. nach Spanien berufen wurde, um am Bau des Escorial zu wirken. Die Stufen des Altars, des Chores und der Sakristei wurden 1612 von Juan Gómez de Mora geschaffen. Gaspar Becerra schuf 1565 den verschwundenen Hauptaltar als Autor von dessen gesamter Architektur, Gemälden und Skulpturen. Der architektonische Aspekt des Innenraums entspricht heute jedoch dem Umbau, den Diego de Villanueva in der Mitte des 18. Jahrhunderts vornahm.

#### Hauptaltar
Im Jahre 1862 wurde die Kirche Opfer eines großen Brandes, der den Altar von Gaspar Becerra, die Gemälde des Gewölbes und Porträts von Pantoja de la Cruz zerstörte. Das Aussehen dieses Altares ist bekannt, dank einer in der Biblioteca Nacional de España erhaltenen Architekturzeichnung. Im Jahre 1863 wurde der Altar von Becerra durch einen anderen ersetzt, der ursprünglich aus dem ehemaligen Jesuiten-Noviziat (an der Calle de San Bernardo und der Calle del Noviciado San Bernardo) stammte und sich ab 1836 in der Universidad Central befunden hatte.
Dieser Altar war 1716 als ein für Spanien ganz ungewöhnliches Werk zu Ehren des französischen Jesuiten Jean François Régis entstanden, im Auftrag Philipps V. und auf Geheiß seines Beichtvaters, des französischen Jesuiten Daubenton. Zu diesem Zweck wurden beim französischen Kammermaler Michel-Ange Houasse sechs Leinwände zum Leben des Jean-François Régis in Auftrag gegeben.
Auch die architektonische Fassung und die Skulpturen dieses Altares, aus Marmor und vergoldeter Bronze, wurden zu den Descalzas Reales gebracht, genau wie das große Relief der Apotheose des Jean-François Régis, das von Camillo Rusconi stammt. Für die Seiten wurden neue Skulpturen von dem Bildhauer José Bellver y Collazos geschaffen, die eher im Einklang mit dem franziskanischen Orden des Klosters sind: Franziskus von Assisi, die heilige Klara, Antonius von Padua, der heilige Dominikus und andere franziskanische Heilige.

#### Andere Kunstwerke in der Kirche
Auf der Epistelseite befindet sich das Grab der Ordensgründerin Prinzessin Johanna mit einer Statue in Gebetshaltung aus weißem Marmor von Pompeo Leoni, in einem kleinen Tempel von Giacomo da Trezzo. Von der ursprünglichen Dekoration stammen noch zwei Seitenaltäre mit Malereien auf Marmor von Gaspar Becerra, die Johannes den Täufer und den heiligen Sebastian darstellen, Patrone der Gründerin und ihres Sohnes Dom Sebastião. Erwähnenswert ist auch eine Immaculada Concepción, die Sebastián Herrera Barnuevo zugeschrieben wird.
Auf dem Hochaltar wurde ein Tafelbild der Virgen del Milagro („Jungfrau des Wunders“) von Paolo de San Leocadio aus Reggio aufgestellt. Dieses Madonnenbild wurde ursprünglich in der Capilla del Milagro im Kreuzgang aufbewahrt (siehe unten).
Antonio González Velázquez und sein Sohn Luís malten das Gewölbe, das später im Feuer von 1862 verbrannte. Antonio García restaurierte es 1863 und malte es neu, mithilfe einer erhaltenen Zeichnung. Aus derselben Epoche stammen im Presbyterium zwei Porträts der Kaiserinwitwe Maria von Spanien und ihrer Schwester, der Ordensgründerin Prinzessin Johanna; diese Bilder ersetzen die einstigen Porträts von Juan Pantoja de la Cruz, die im selben Feuer zerstört wurden.

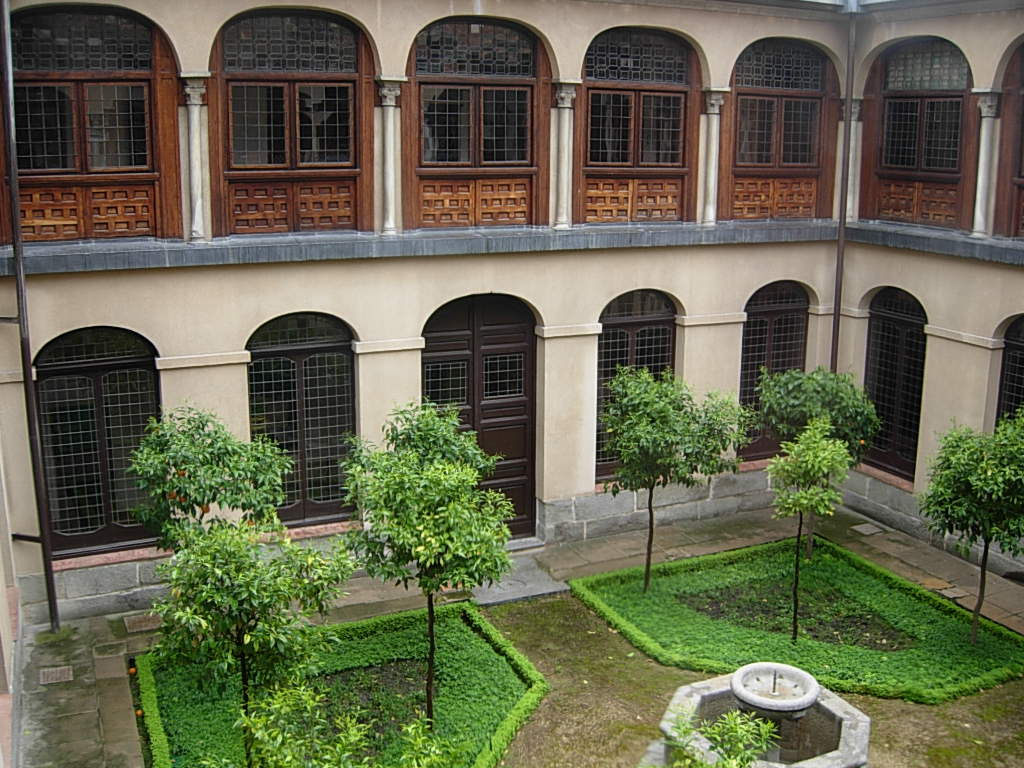
Kreuzgang der Descalzas Reales

### Kreuzgang
Der Kreuzgang des Klosters (oder patio de clausura) ist berühmt für die Prozessionen, die dort während der Semana Santa stattfinden, besonders am Karfreitag, wenn zum „Heiligen Begräbnis“ alte Musik aus der Zeit der Klostergründung zu hören ist. Dabei gibt es eine Prozession mit einem Liegenden Christus von Gaspar Becerra, der auf Stäben getragen wird. Zu diesem Anlass werden reiche liturgische Gewänder getragen (wie bei der Fronleichnamsprozession) und an den Wänden der vier Gänge des Kreuzgangs werden einige Wandteppiche aus der Teppichserie Die Apotheose der Eucharistie aufgehängt, die aus den flämischen Werkstätten von Jan Raes, Jacques Fobert, und Jacques Geubels stammen und von Rubens für die Infantin Isabella Clara Eugenia entworfen wurden (einer Tochter Philipps II.); diese schenkte sie den Descalzas Reales zu Erntedank 1625 anlässlich des spanischen Sieges bei Breda. Diese Serie von Tapisserien gehört zu den ambitioniertesten im europäischen Barock und zu den Hauptwerken von Rubens. Etwa die Hälfte wird in einer Dauerausstellung gezeigt, wo sie in einem Raum mit hohen Decken hängen, der einst das Dormitorium der Nonnen war, bevor diese neue Zellen bekamen. Rubens malte die Vorlagen für das Weben der Teppiche auf kleinformatige Tafeln, von denen einige im Prado aufbewahrt werden. Diese Entwürfe wurden später von den Assistenten des Meisters in Originalgröße auf Kartons übertragen, von denen einige im Ringling-Museum von Sarasota (USA) ausgestellt sind.

Teppichserie Apotheose der Eucharistie, nach Entwürfen von Rubens (Auswahl)
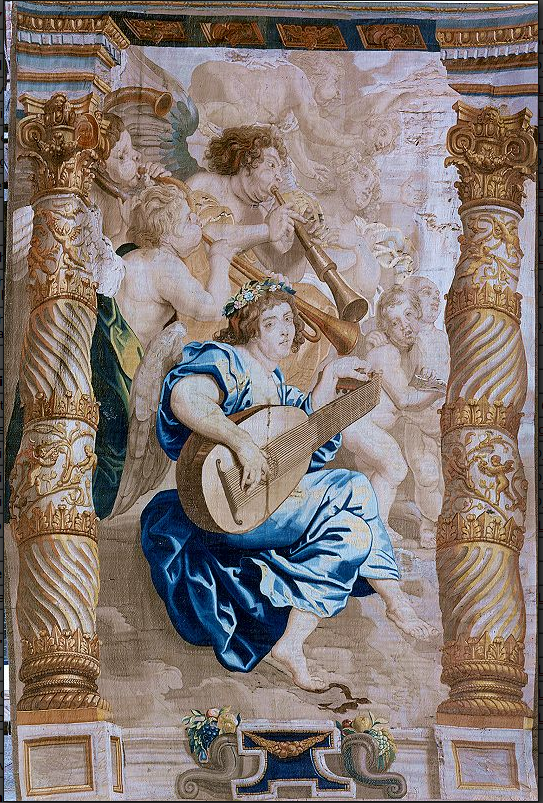
Musizierende Engel
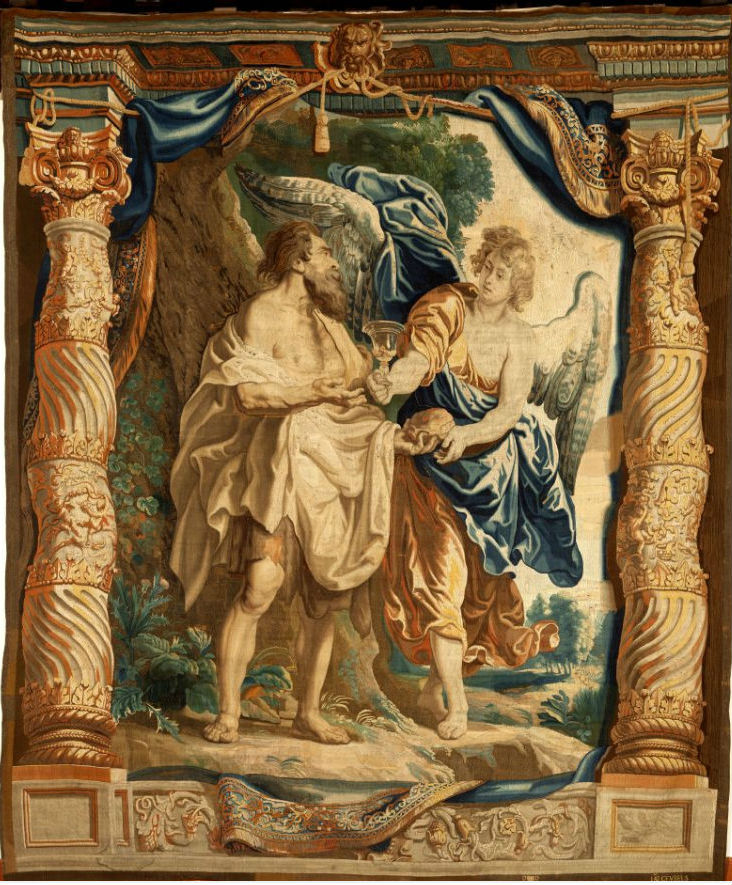
Der Prophet Elias wird von einem Engel genährt
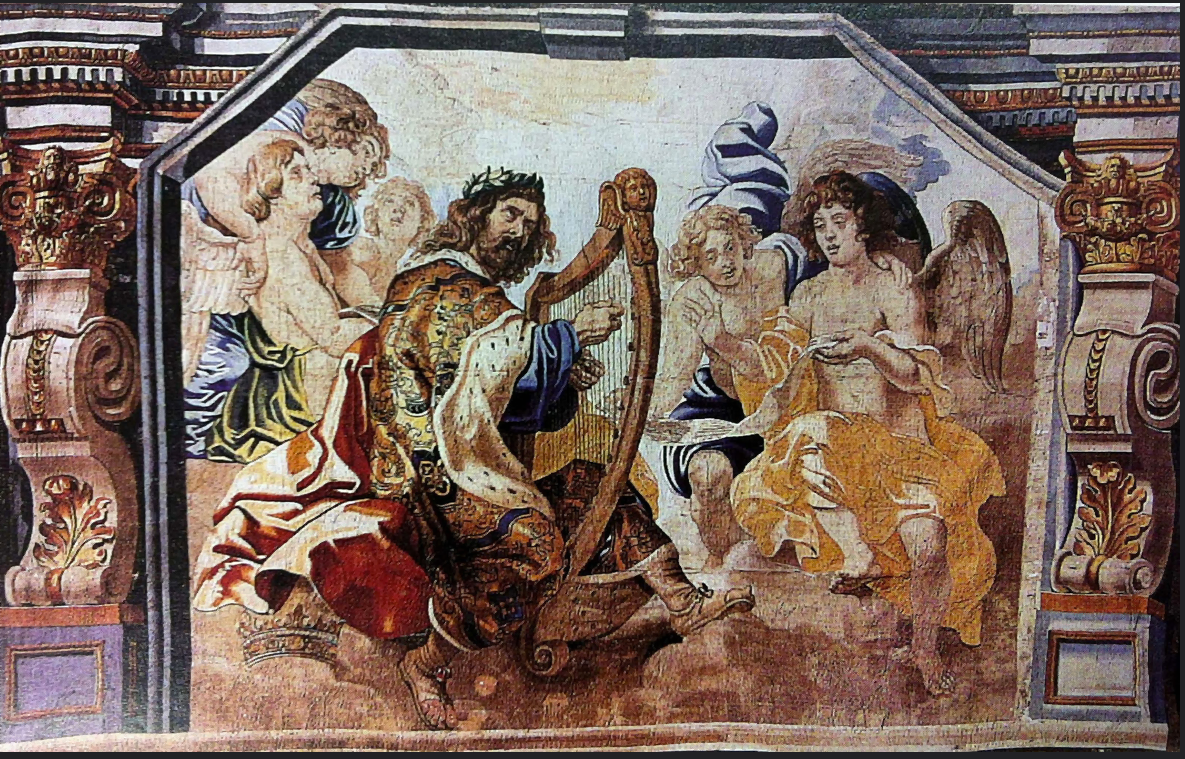
König David mit der Harfe
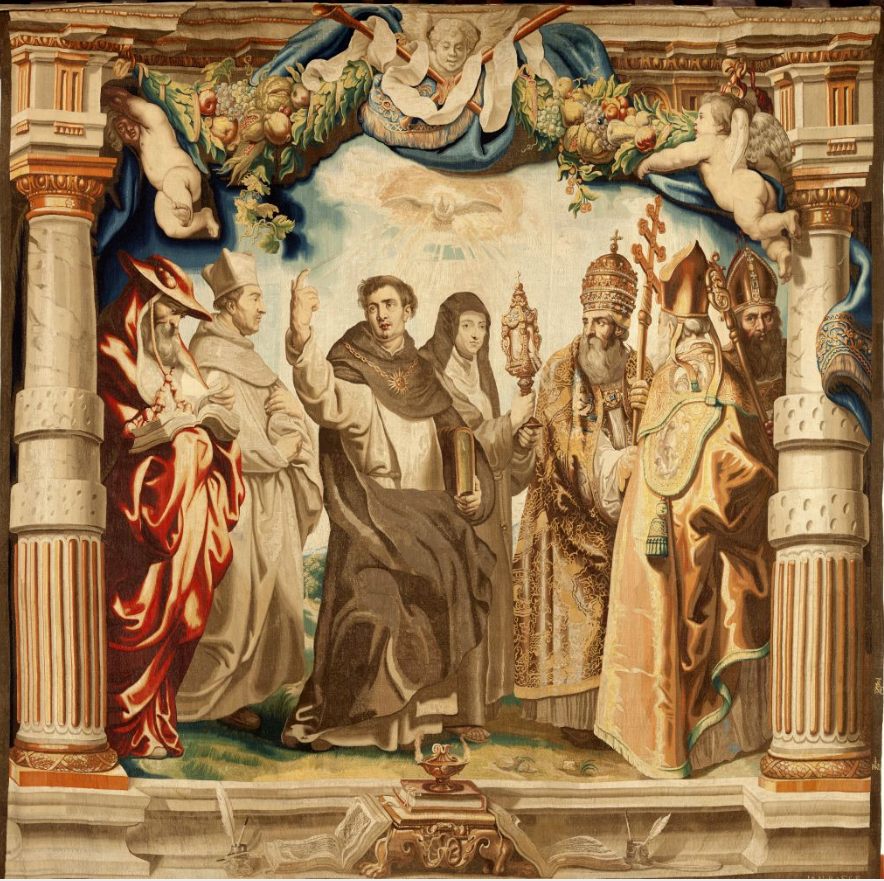
Die Verteidiger der Eucharistie
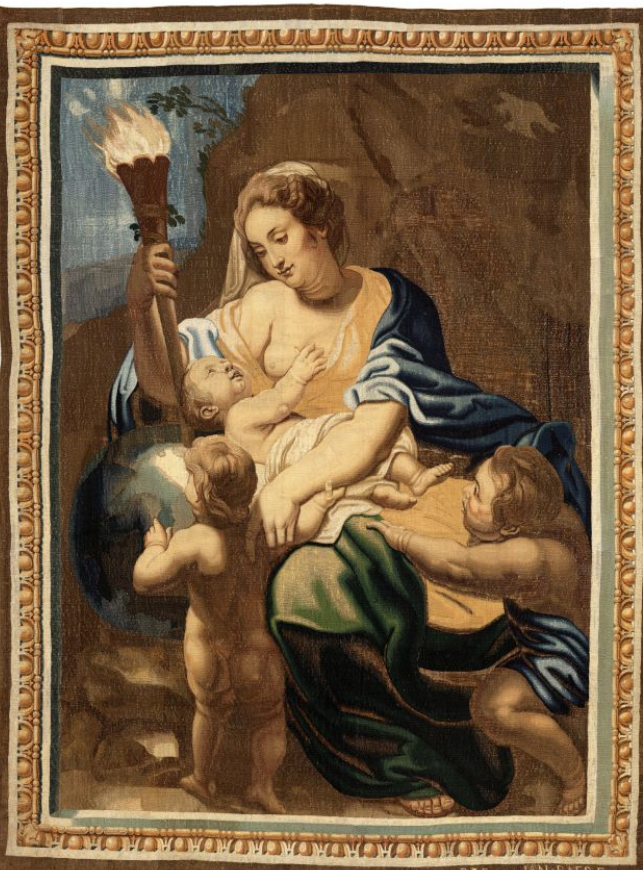
Caritas (Nächstenliebe)

Nach den letzten Restaurierungsarbeiten sind ursprüngliche Elemente des Kreuzgangs zu sehen. Studien haben gezeigt, dass dieser Hof der Kern des ursprünglichen Hauses von Alonso Gutiérrez war, woraus sich auch viele Schlüsse über die ursprünglichen Gebäude ziehen lassen sowie über die Architektur Madrids im 16. Jahrhundert. Der Patio erfuhr 1679 eine erste Veränderung, als die oberen Arkaden geschlossen wurden – wahrscheinlich aus praktischen Gründen, da das Gebäude als sehr kalt bekannt war. Unter Karl III. passierte 1773 das Gleiche im unteren Geschoss, wodurch der einst offene Kreuzgang in eine geschlossene Galerie umgewandelt wurde.
In einer Kapelle des oberen Kreuzgangs hing jahrhundertelang eine Verkündigung von Fra Angelico, ein berühmtes Gemälde, das 1862 in den Prado überführt wurde, nach langen Verhandlungen durch Federico de Madrazo, der nicht nur Maler, sondern auch langjähriger Direktor des Museums war. An den Ecken befinden sich vier Altäre mit Tafelbildern von Diego de Urbina, der 1586 dafür bezahlt wurde. Bemerkenswert ist auch eine Jungfrau mit Kind von Bernardino Luini, einem Nachfolger von Leonardo da Vinci.
Im Innenhof befinden sich insgesamt sechsundsechzig Teile aus Marmor; die Säulenschäfte sind zylindrisch und schlank und zeigen einen Einfluss sevillaner Paläste, die der Besitzer des (ursprünglichen) Gebäudes, Alonso Gutiérrez, zweifellos kannte.
Im Kreuzgang befinden sich auch die Gräber von Alfonso und Gonzalo de Borbón y Dampierre und des ältesten Sohnes des ersten, Francisco de Asís.

### Treppenhaus

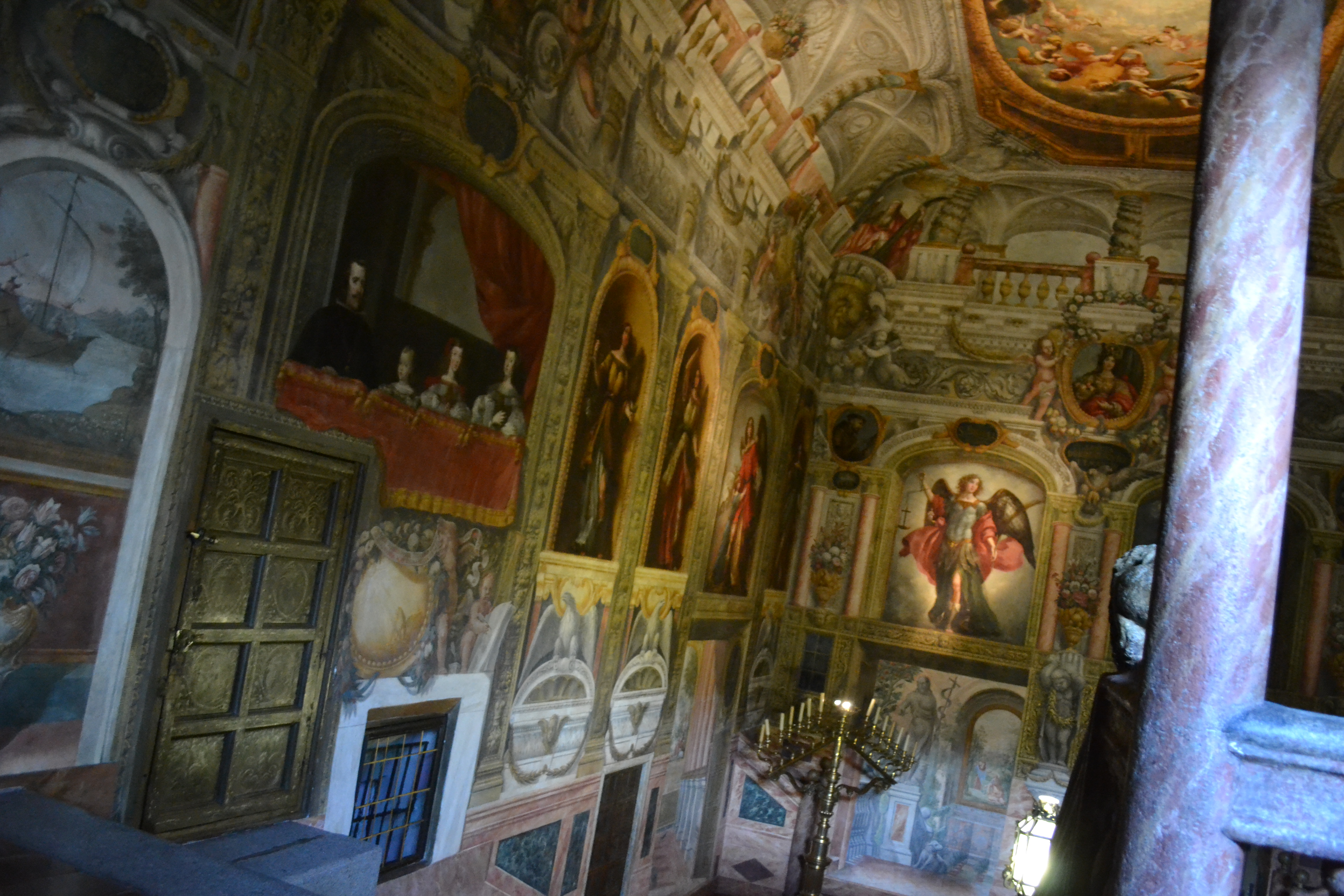
Blick ins Treppenhaus des Monasterio de las Descalzas Reales, Madrid. Links der „Balkon“ mit Philipp IV. und seiner Familie.

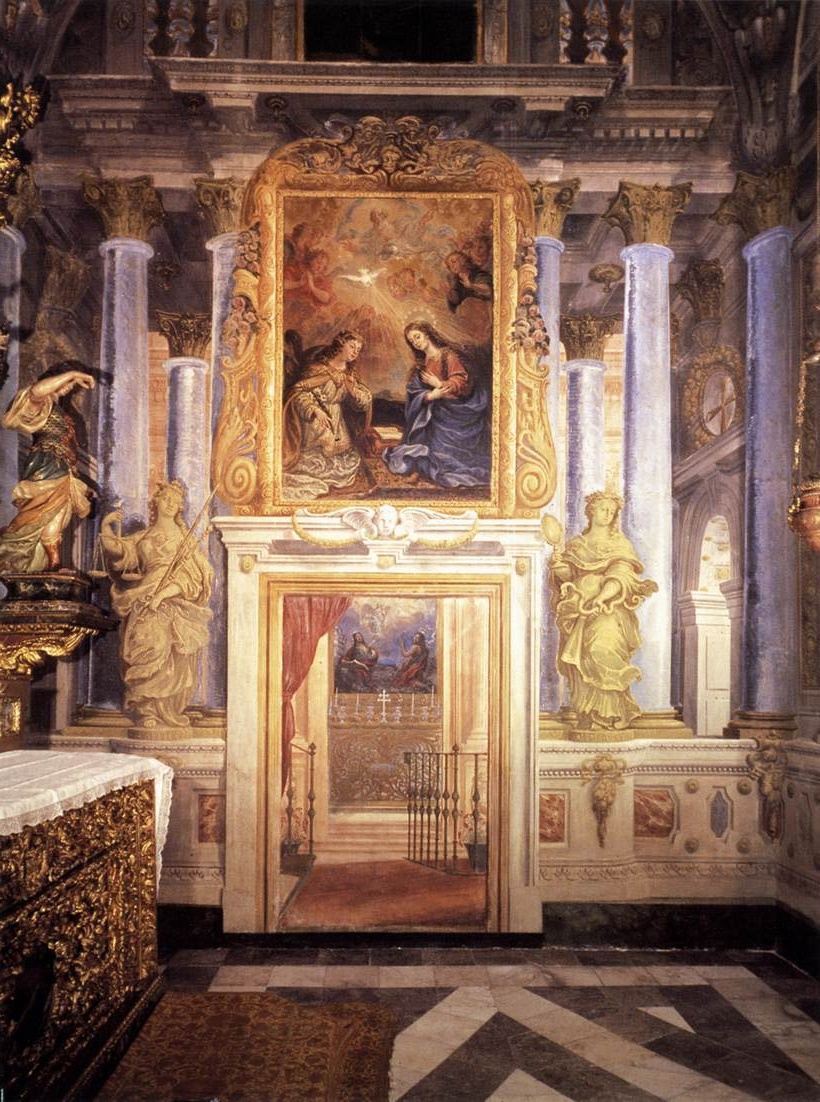
Capilla del Milagro mit einem Dekor von Francisco Rizi

Die Ausschmückung des großen Treppenhauses mit Wandmalereien und Ölgemälden auf Leinwand stammt aus verschiedenen Epochen. Im zweiten Stock ist ein königlicher Balkon zu sehen, von dem Philipp IV., seine zweite Gemahlin Maria Anna von Österreich, Infantin Maria und Prinz Felipe Prospero herabschauen, was darauf hindeutet, dass dieses Detail vor 1661 gemalt worden sein muss, dem Todesdatum des Prinzen. Das Gemälde vom Kalvarienberg auf dem ersten Treppenabsatz wird Antonio Pereda zugeschrieben und dürfte etwa aus der gleichen Zeit stammen.
Die letzte malerische Intervention fand 1684 statt, als Claudio Coello und José Jiménez Donoso eine Reihe von Erzengeln malten und eine Scheinarchitektur nach dem Vorbild der Capilla del Milagro schufen (siehe unten). Eine Inschrift zeugt von dieser Arbeit:
Schwester Anna Dorothea, Markgräfin von Österreich, Tochter Kaiser Rudolphs II., Nonne dieses Klosters, ließ diese Treppe restaurieren. Anno MDCLXXXIIII.

### Capilla del Milagro
Diese Kapelle und ihre Dekoration wurden von Juan José de Austria in Auftrag gegeben, einem unehelichen Halbbruder Karls II. (laut einer Inschrift in situ). Eine uneheliche Tochter von Juan José lebte hier im Kloster, Schwester Margarita de la Cruz (1650–1686), Nonne seit 1666. Die Malereien al fresco und al secco stammen von Francisco Rizi und Dionisio Mantuano, die auch die sogenannte Casita de Nazaret (Haus von Nazareth) malten, ein Höhepunkt der Madrilener Illusionsmalerei des 17. Jahrhunderts. In dieser Kapelle befand sich früher die Tafel der Virgen del Milagro („Jungfrau der Wunder“) von Paolo de San Leocadio, die sich aktuell (Stand 2018) auf dem Hauptaltar der Kirche befindet.

Gemälde im Monasterio de las Descalzas Reales, Madrid (Auswahl)
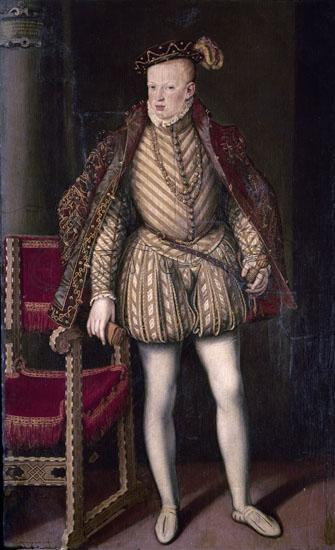
Cristóvão de Morais: Dom Sebastião von Portugal, 1565
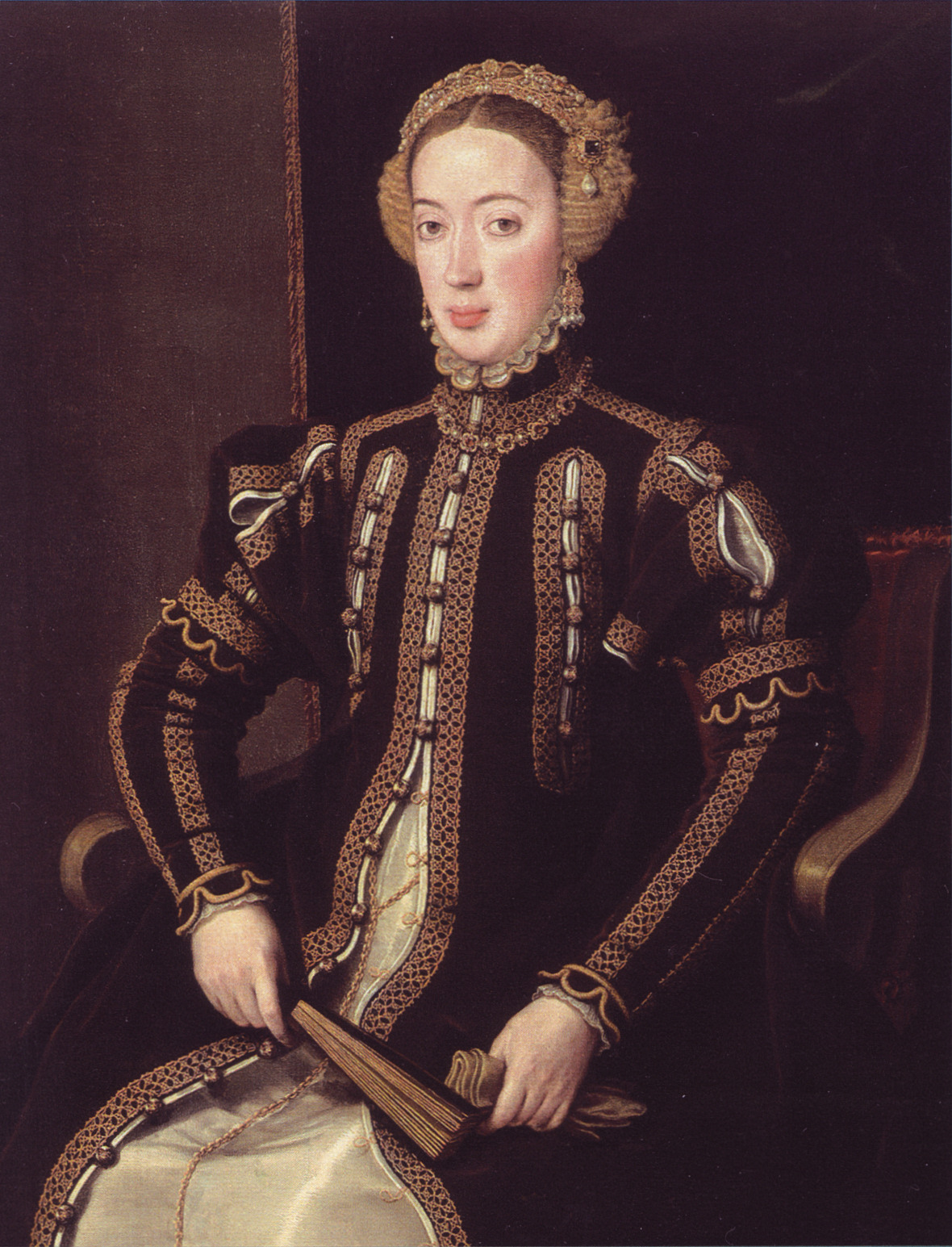
Anthonis Mor: Infantin Maria von Portugal, ca. 1550–1555
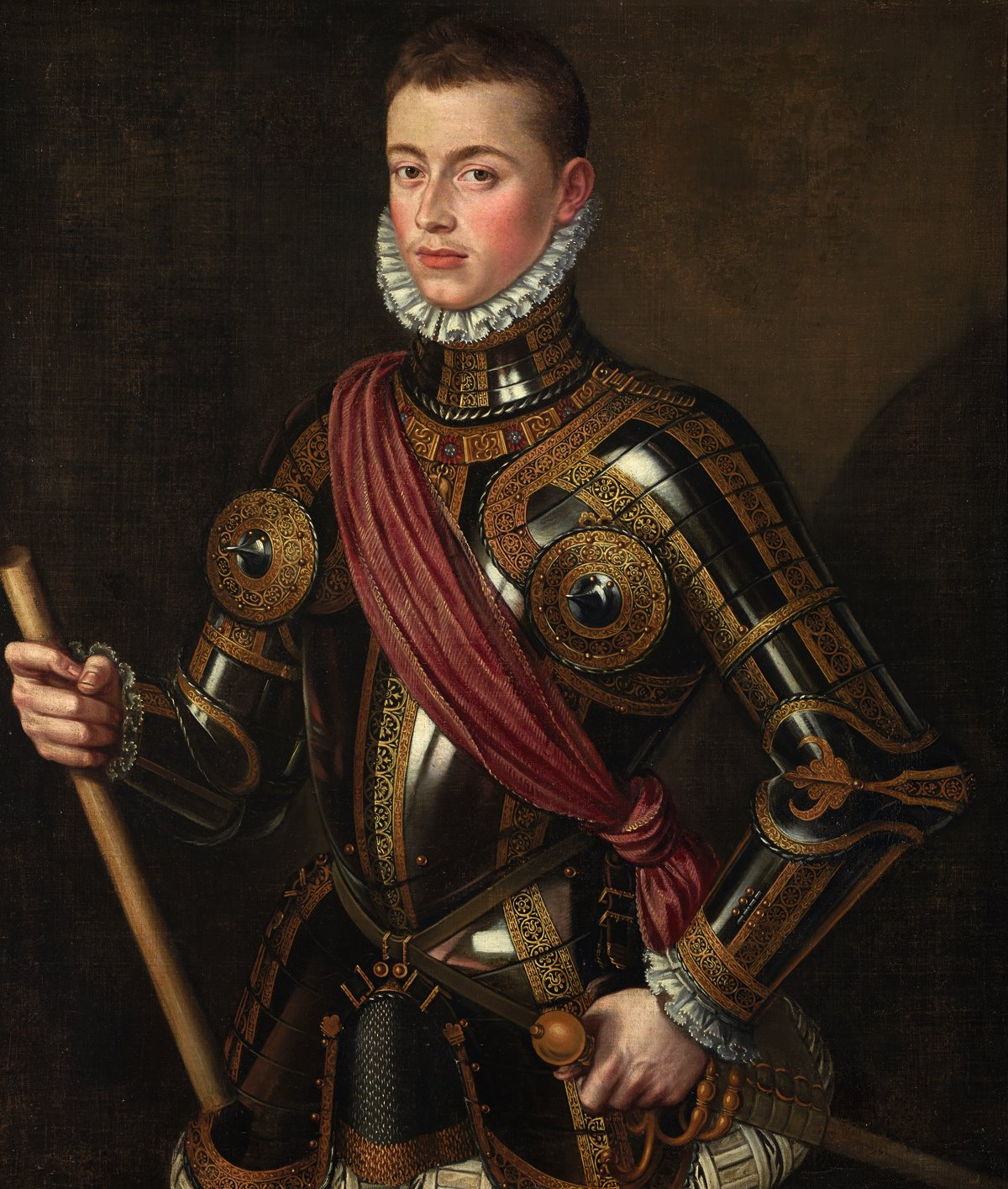
Alonso Sánchez Coello: Don Juan de Austria, 1567
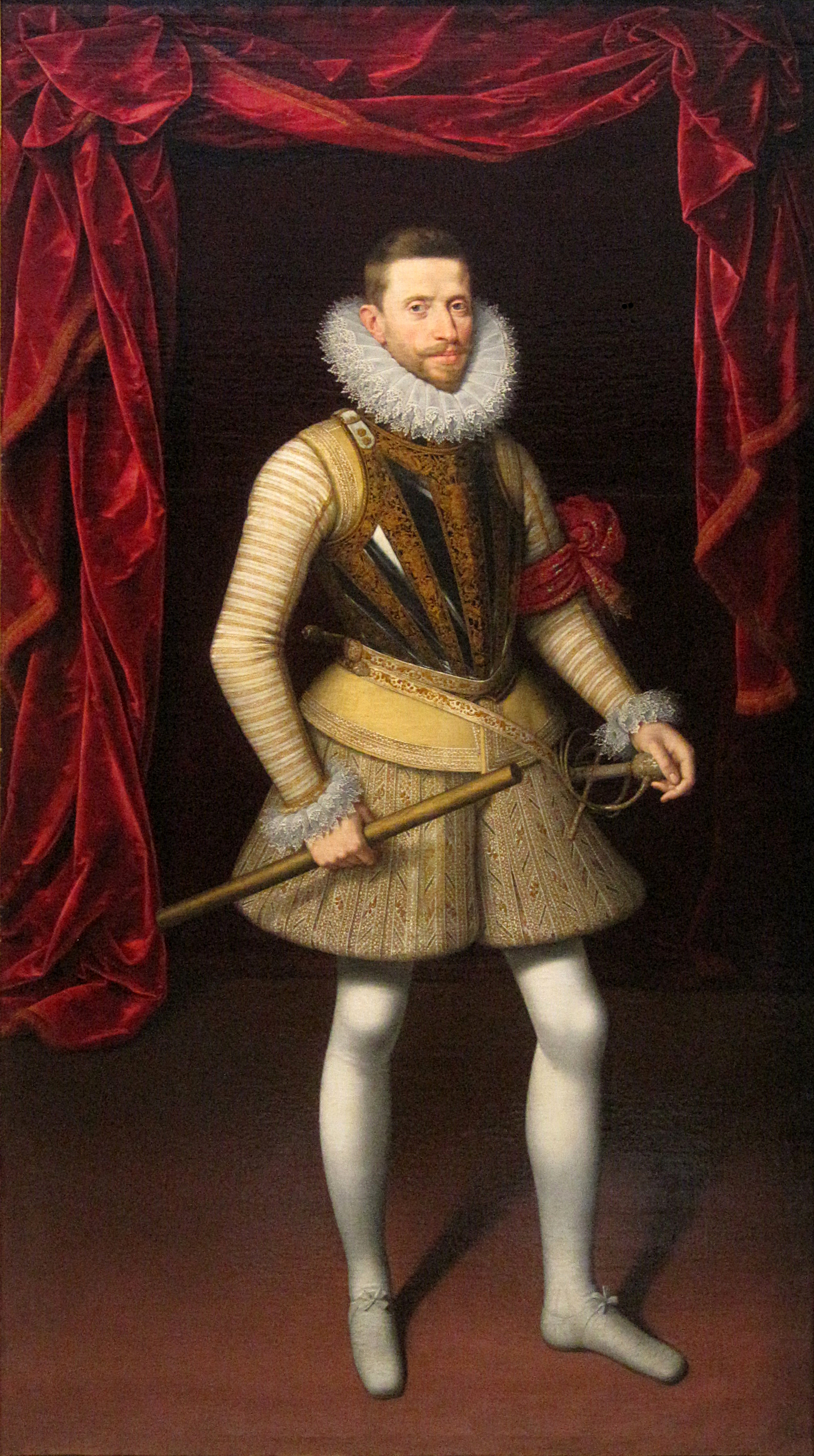
Frans Pourbus d. J.: Erzherzog Albrecht VII. von Österreich, 1599–1600
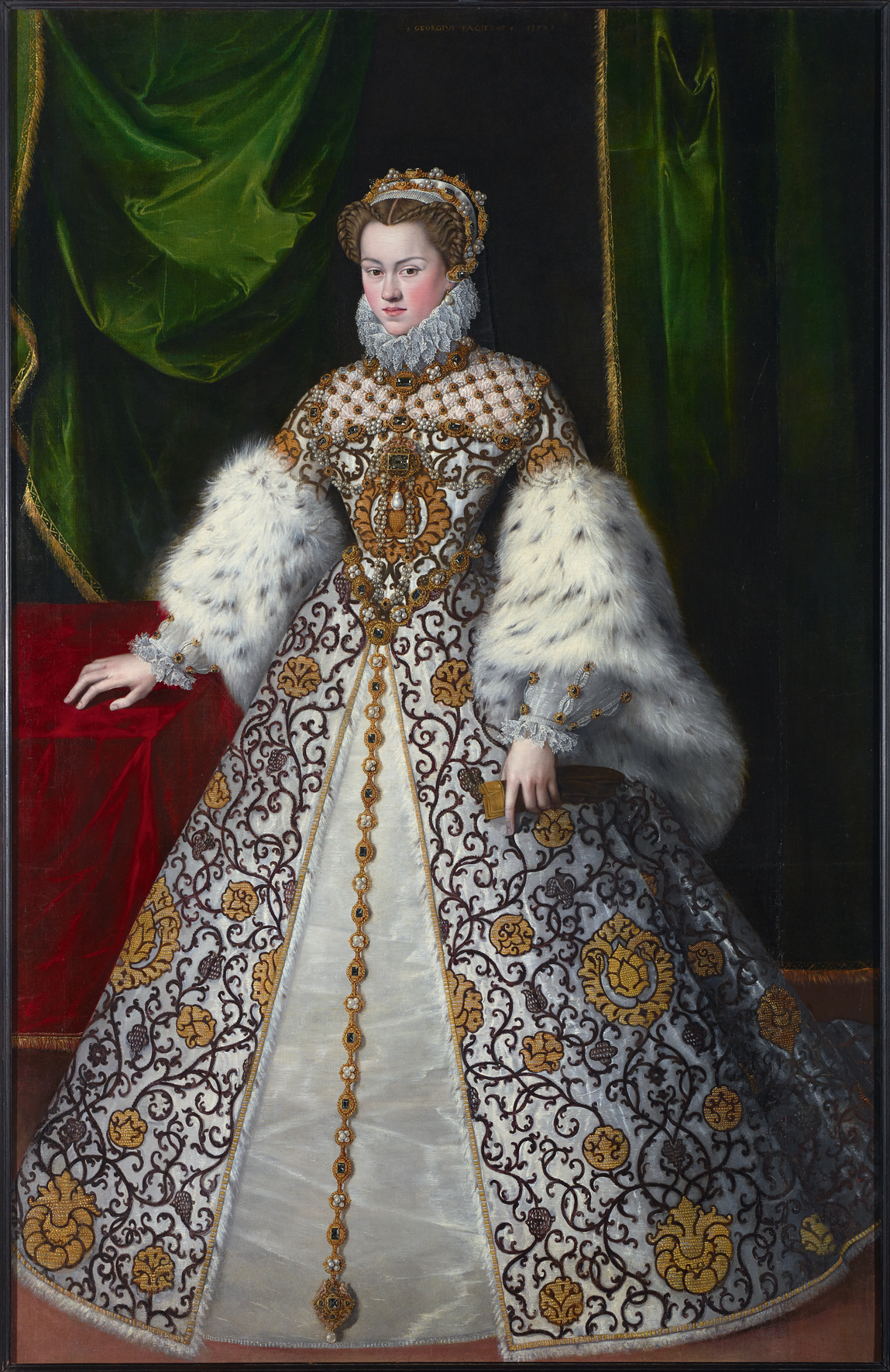
Jooris van der Straaten: Elisabeth von Österreich, Königin von Frankreich, ca. 1573